# Bartosz Nastaj
Bartosz Nastaj (ur. 24 kwietnia 1995) – polski piłkarz ręczny, prawy rozgrywający, od 2016 zawodnik Piotrkowianina Piotrków Trybunalski.
Wychowanek Jeziorka Iława. Następnie gracz Wisły Płock, z którą zdobył wicemistrzostwo Polski juniorów (2014). W sezonach 2012/2013 i 2013/2014 występował w drugim zespole Wisły Płock w II lidze. W latach 2014–2016 był zawodnikiem pierwszoligowej Siódemki Miedzi Legnica. W 2016 trafił do Piotrkowianina Piotrków Trybunalski. W Superlidze zadebiutował 9 września 2016 w meczu z Azotami-Puławy (24:34), natomiast pierwsze trzy bramki rzucił 14 września 2016 w spotkaniu z Wybrzeżem Gdańsk (25:28). W sezonie 2016/2017 rozegrał 30 meczów i zdobył 49 goli. W sezonie 2017/2018 wystąpił tylko w jednym spotkaniu, w którym rzucił dwie bramki. W sezonie 2018/2019 rozegrał 27 meczów i zdobył 67 goli.
W 2015 wraz z reprezentacją Polski U-21 uczestniczył w turnieju eliminacyjnym do mistrzostw świata U-21 w Brazylii. W 2018 wystąpił w akademickich mistrzostwach świata w Chorwacji (8. miejsce). Grał również w reprezentacji Polski B, z którą uczestniczył m.in. w turnieju towarzyskim w Płocku w czerwcu 2018.
W sierpniu 2017 został powołany przez trenera Piotra Przybeckiego na zgrupowanie reprezentacji Polski w Płocku (w miejsce kontuzjowanego Ignacego Bąka). W maju 2019 trener Patryk Rombel powołał go na konsultację szkoleniową kadry narodowej w Pruszkowie.

## Statystyki
| Wisła II Płock                     | 2012/2013 | II liga   | 11 | 15  | 1,4 |
| Wisła II Płock                     | 2013/2014 | II liga   | 18 | 85  | 4,7 |
| Wisła II Płock                     | Razem     | Razem     | 29 | 100 | 3,4 |
| Siódemka Miedź Legnica             | 2014/2015 | I liga    | 24 | 62  | 2,6 |
| Siódemka Miedź Legnica             | 2015/2016 | I liga    | 21 | 98  | 4,7 |
| Siódemka Miedź Legnica             | Razem     | Razem     | 45 | 160 | 3,6 |
| Piotrkowianin Piotrków Trybunalski | 2016/2017 | Superliga | 30 | 49  | 1,6 |
| Piotrkowianin Piotrków Trybunalski | 2017/2018 | Superliga | 1  | 2   | 2   |
| Piotrkowianin Piotrków Trybunalski | 2018/2019 | Superliga | 27 | 67  | 2,5 |
| Piotrkowianin Piotrków Trybunalski | Razem     | Razem     | 58 | 118 | 2   |
| Stan na koniec sezonu 2018/2019    |           |           |    |     |     |